# Roberto Totaro

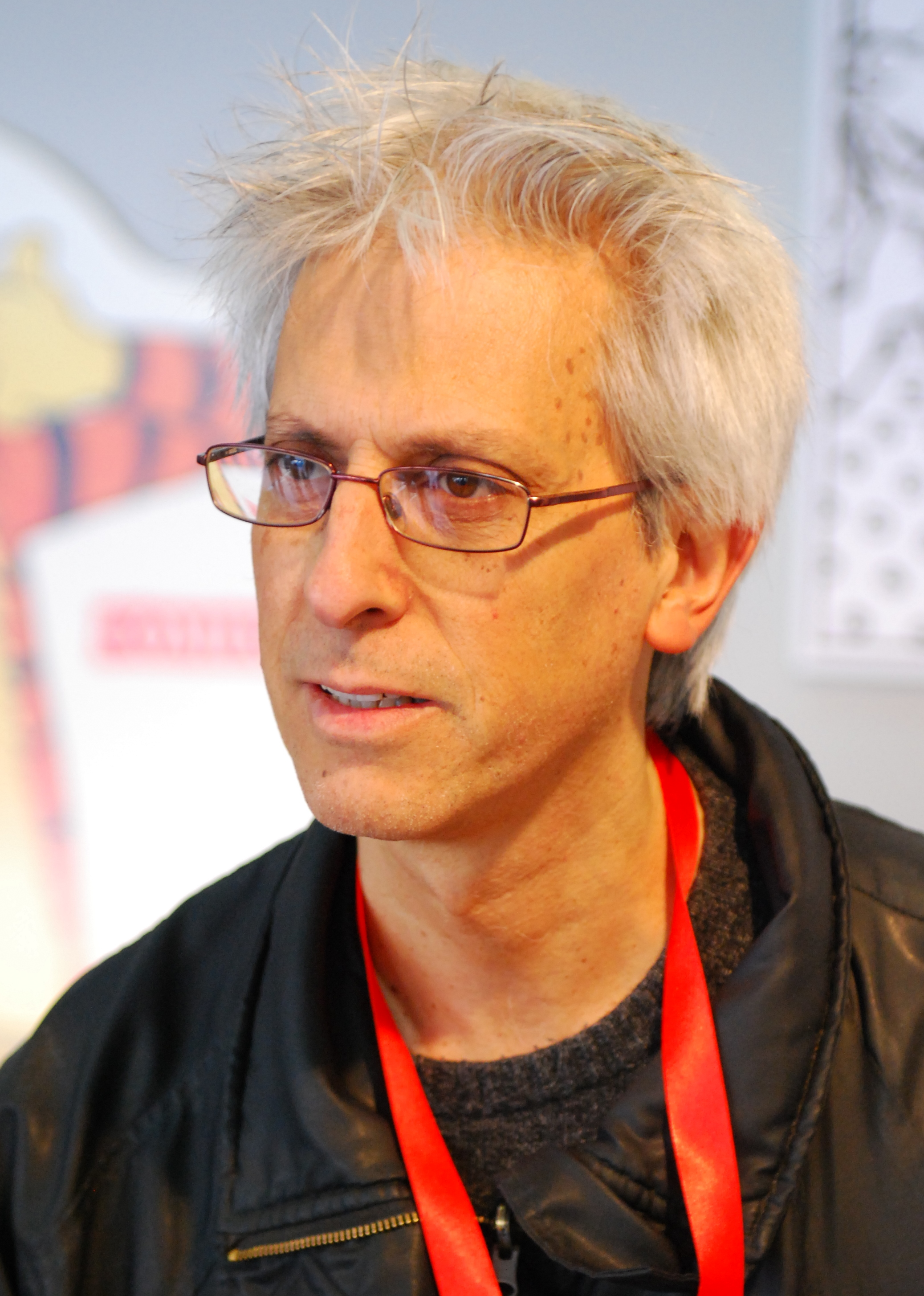
Roberto Totaro (2011)

Roberto Totaro (* 6. Februar 1957 in Belluno) ist ein italienischer Grafiker und Comiczeichner, der durch die Serie Nirvana bekannt wurde. 

## Leben
Nach dem Abitur studierte Totaro an der Accademia di belle arti di Venezia. Das Studium schloss er mit einer Arbeit über die Illustration von Science-Fiction-Literatur ab. Danach arbeitete er als Comiczeichner und Werbegrafiker für den Verlag Mondadori für die italienischen Ausgaben von Disneys Mickey Mouse (Topolino) und Rolf Kaukas Fix und Foxi.
Von 1995 bis 2003 arbeitete er für das französische Comic-Magazin Pif Gadget. In dieser Zeit lernte er auch den italienischen Comiczeichner Giorgio Cavazzano kennen, mit dem er gemeinsame Projekte durchführte.

## Werke
- La gazetta della giungla. 	Ed. Ass. Scuole Materne Belluno. 2007.

Nirvana
- 1. Nirvana. Meditazioni di fine millennio. 120 storie zen. Panini, 1997. (I fumetti di Comix). ISBN 88-8193083-8.
- 2. Nirvana. La meditazione continua. Panini, 2001. (I fumetti di Comix).
- 3. Il terzo grande libro del Nirvana. Panini, 2003. (I fumetti di Comix). ISBN 88-8290628-0.
- 4. Nirvana. Il quarto libro della meditazione. Panini, 2006. ISBN 88-8290788-0.
- 5. Nirvana. Libro quinto. Panini, 2009.